# Comuna Ceapaiivka, Sovietskîi
Ceapaiivka (în ucraineană Чапаївка) este o comună în raionul Sovietskîi, Republica Autonomă Crimeea, Ucraina, formată din satele Ceapaiivka (reședința), Hlibne, Kolomenske, Mîkolaiivka, Novîi Mîr și Novoselivka.

## Demografie
Componența lingvistică a comunei Ceapaiivka
     Rusă (62,07%)
     Tătară crimeeană (24,8%)
     Ucraineană (11,16%)
     Alte limbi (0,69%)
Conform recensământului din 2001, majoritatea populației comunei Ceapaiivka era vorbitoare de rusă (62,07%), existând în minoritate și vorbitori de tătară crimeeană (24,8%) și ucraineană (11,16%).